# Наполитано, Энн
Энн Наполитано (англ. Ann Napolitano, род. 21 октября 1971) — американская писательница. Она написала четыре успешных романа.

## Юные годы
Она родилась 21 октября 1971 года в семье Джеймса и Кэтрин Наполитано. 
Она получила степень магистра изящных искусств в Нью-Йоркском университете после окончания Коннектикутского колледжа. 
У неё есть сестра, брат и сводная сестра.

## Учитель и редактор
Она преподавала литературное творчество в Бруклинском колледже, Нью-Йоркском университете и Gotham Writers’ Workshop. 
С 2014 по 2020 год она была заместителем редактора журнала One Story.

## Произведения
- Within Arm's Reach. — 2004. — ISBN 978-1-4000-5188-5.[5]
- A Good Hard Look. — Penguin Press HC, 2011. — ISBN 978-1-59420-292-6.[6][7]
- Dear Edward. — Dial Press[англ.], 2020-01-06. — ISBN 978-1-9848-5478-0.[8][9]
- Hello Beautiful. — Dial Press[англ.], 2023-03-14. — ISBN 978-0-593-24373-2.[1][10][11][12][13]

## Личная жизнь
Энн Наполитано живёт в Парк-Слоуп, районе Бруклина, Нью-Йорк, со своим мужем Дэном Уайлдом и двумя сыновьями, Мэлаки и Хендриксом. 